# Tympanistes
Tympanistes is een geslacht van vlinders van de familie visstaartjes (Nolidae), uit de onderfamilie Chloephorinae.

## Soorten
- T. alternata Warren, 1912
- T. flavescens Swinhoe, 1905
- T. fusimargo Prout, 1925
- T. pallida Moore, 1867
- T. rubidorsalis Moore, 1888
- T. rufimacula Warren, 1916
- T. testacea Moore, 1867
- T. yuennana Draudt, 1950